# サム&キャット
- iCarly > サム&キャット
- ビクトリアス (テレビドラマ) > サム&キャット

『サム&キャット』（英: Sam & Cat）は、アメリカ合衆国のニコロデオンで放送されたシチュエーション・コメディである。同局で放送されたシットコム『iCarly』および『ビクトリアス』のスピンオフドラマである。

## 概要
番組は2013年6月8日から2014年7月17日にかけて、全35話が放送された（1シーズンのみ制作）。
物語は、ロサンゼルスでサムとキャットが出合い、二人でベビーシッターのビジネス「サムとキャットのスーパーロックな超楽しいベビーシッターサービス」を展開するというものである。また、『iCarly』と『ビクトリアス』両作のキャラクターがゲスト出演するほか、NGシーンを紹介する回もある。
主題歌は「Just Fine」で、作詞・作曲及び歌唱はバックハウス・マイクによるものである。オープニングで使用されるのは約1分のバージョンで、エピソードの長さによっては若干短縮される。約2分40秒のフルバージョンが存在する。
日本ではNHK教育テレビ（Eテレ）で2014年4月2日から同年9月24日までと、2015年4月1日から同年7月15日までの2期に分けて放送された。また、再放送が2016年2月20日から同年7月2日までと、同年11月26日から2017年3月18日までの間に行われていた。

## 登場人物

### メインキャラクター
サム・パケット (英: Sam Puckett)
演 - ジェネット・マッカーディ、日本語吹替 - 小林沙苗
かつてインターネット番組「iCarly」で人気を博したティーンエージャー。シアトルを離れて放浪中、立ち寄ったロサンゼルスでキャットと出会い、それ以降はキャットの家に居候している。学校は既に退学しており、インターネットを使った通信教育を受けている。
自由奔放で暴力的な性格は本作でも健在であり、グーマーと対戦したジョン・ザカッパに技をかけたり、2人の女性格闘家をノックアウトしたこともある。
スペンサーからもらった大型バイク「1964 Sterling」を愛用している。
苗字の「パケット」をキャットに覚えてもらえず、常に「パックル」と呼ばれているが、一度だけ「パケット」と呼べた日があった。
背中のニキビがなかなか治らない。
英語以外にスペイン語、日本語、イタリア語を話せる。
キャット・バレンタイン (英: Cat Valentine)
演 - アリアナ・グランデ、日本語吹替 - 清水理沙
ハリウッド芸術高校（ハリウッド・アーツ）に通う、天然ボケと感情の起伏の激しいティーンエージャー。ディック・チェイニーのファン。イギリスのお菓子「ビブル」中毒などの設定が『ビクトリアス』から継続している。
歌も得意で音感も鋭敏だが、歌詞を間違えて歌う事が珍しくない。ギターの演奏も人並み以上に得意としている。
「キャット号」と名付けた自転車を愛用している。この自転車はピンクのフレームに加えてフラグと拡声器が装着されるなど、一際目立つものとなっている。この他、紫色のキリンのぬいぐるみも『ビクトリアス』から引き続き愛用する。
クリスマス等の祭事でもらうプレゼントを、当日まで待てずに盗み見する癖がある。
料理上手で清涼飲料水「ブルー・ドッグ」の味を製法を調べずコピーするほど味覚が鋭く、分析力も高い。
2度逮捕されている。1度目は銀行口座がないのにコンビニのATMで金銭を引き出し、2度目はヘアモデルの頭髪を毟ったため。なお本作は、キャットが2度目の逮捕で2週間拘留されるところで物語が途絶える。
ダイス (英: Dice)
演 - キャメロン・オカシオ、日本語吹替 - 宮田幸季
キャットの隣人の少年。「iCarly」の大ファンである。本名は「ディサニオ・ジェイ・コルレオーネ (英: Dicenio Jay Corleone)」。
変わった物を売って金儲けをするのが得意だが、品物を仕入れるときに騙されることがある。ヘアモデルでもあり、グーマーのマネージャーも掛け持ちしている。
所有するノートパソコンやピアフォン（iPhoneのパロディ）にはサイコロのステッカーが貼ってある。これは「Dice(本名Dicenioを縮めた愛称)」が「サイコロ」を意味することにちなむものである。

### サブキャラクター
ノーナ (英: Nona)
演 - マリー・チータム、日本語吹替 - 野村須磨子
キャットの祖母。キャットの両親と兄弟がアイダホに行っている間、キャットを預かることになったが、ベビーシッターの仕事に嫌気がさして老人ホーム「エルダリー・エイカーズ」に入居する。
睡眠時遊行症（夢遊病）の症状がみられる。日本語を話すことができる。
グーマー (英: Goomer)
演 - ゾーラン・コラ、日本語吹替 - 大西健晴
本名は「ギュー・マー（英: Gieux Merr）」。
ダイスの親友で総合格闘家（ダイスがマネージャーである）。キャットに匹敵するほど天然ボケが激しい。子供っぽいが、格闘技では強い。
孤児であり、育ての母（吹き替え：竹村叔子）はアフリカ系。
タンディ (Tandy)
演 - ブランドン・ウィーバー、声 - ダン・シュナイダー、日本語吹替 - 高坂宙
サム、キャットたちが通うレストラン「ボッツ」のウェイターロボット。赤いボディで男性の声で話す。
バングル (英: Bungle)
演 - ドレ・スウェイン、声 - リサ・リリアン、日本語吹替 - 合田絵利
レストラン「ボッツ」のウェイターロボット。青いボディで女性の声で話す。

### 本作で再登場したキャラクター

#### 『iCarly』の登場人物
メラニー・パケット (英: Melanie Puckett)
演 - ジェネット・マッカーディ（一人二役）、日本語吹替 - 小林沙苗
サムの双子の姉妹。バーモント州の全寮制の学校に通っているため、通常はサムと一緒にいることはない。そのため、存在を知る者が少ない。
普段はサムと反対におとなしく上品な性格だが、サムにキャットを怖がらせるよう頼まれた時には大声で叫び窓ガラスに体当たりし、レストランの天井から飛び降りてキャットにキスするなど大暴れを見せた。
エピソード「そっくりモンスター」で登場。『iCarly』では第48話「サムとメラニー」でのみ登場する。
ステイシー・ディルセン (英: Stacey Dillsen)
演 - アビー・ワイルド
リアリティ番組の撮影現場で大けがを負って入院していた。入院先の病院でサムとキャットに遭遇する。
ウェビコンに参加した際（『iCarly』第75〜76話）と、「iCarly」のインターンの面接（同作第77話）でサムと対面しているため、サムと遭遇するのは本作で3度目となる。
エピソード「ピンクの靴に夢中！」で登場。元々は『Zoey 101』のサブキャラクターである。
フレディ・ベンソン (英: Freddie Benson)
演 - ネイサン・クレス、日本語吹替 - 手塚祐介
シアトルに住むサムの親友。サムがシアトルにいた頃はカーリーも加えて3人で「iCarly」を展開していた。サムとカーリーに比べて影が薄いためか、シアトル市外では名前すら知らない人も多い（実際ダイスも知っていなかった）。
サムとジェイド（後述）の仲の良さに嫉妬したキャットが、仕返しとしてフレディをロサンゼルスに呼び込んだ。カミソリマグロ（架空の淡水魚）の泳ぐプールに転落し全身を噛まれ、しばらく市内の病院に入院した。
ITに非常に詳しく、キャットからも「オタクすぎる」と言われるほどである。サムからの依頼で、サムとキャットの悪評を書き立てて妨害した者のIPアドレスと居場所を割り出したこともある。
エピソード「再会! なつかしの友」で母マリッサと共に登場。
マリッサ・ベンソン (英: Marissa Benson)
演 - メアリー・シェアー、日本語吹替 - 勝生真沙子
フレディの母親。口のうるささは相変わらずだが、フレディが部屋の前で立ち止まっていると「（カーリーは）永遠に振り向いてくれないの」と言うようになっていた。
エピソード「再会! なつかしの友」で登場。
ノーラ・ダーシュレット (英: Nora Dershlit)
演 - ダニエル・モロー、日本語吹替 - よのひかり
過去に2度サム、カーリー、フレディを監禁して刑務所に収容されている女。脱獄してカーリーたちに復讐しようとしたが、カーリーへの復讐が不可能だと判断したためサムへの復讐を試みる。ダイスを誘拐しキャットをも監禁するが、サムに倒されて復讐は失敗に終わる。
エピソード「危険なノーラ」で登場。
ギビー・ギブソン (英: Gibby Gibson)
演 - ノア・マンク、日本語吹替 - 林勇
エピソード「危険なノーラ」で登場。脱獄したノーラが過去２度もカーリーとサムを誘拐した危険性を忘れ、あっさり二人の居場所を教えてしまう。
ネヴェル・パッパーマン (英: Nevel Papperman)
演 - リード・アレクサンダー、日本語吹替 - 石田彰
エピソード「危険なノーラ」で登場。「ヤマアラシのウイルス」に罹患し母親によってピーター・サイナイ記念病院に隔離されていた。ダイスを連れ去ったノーラの隠れ家についてサムにヒントを与え、直後に病院を脱走した。

#### 『ビクトリアス』の登場人物
アーウィン・シコウィッツ (英: Erwin Sikowitz)
演 - エリック・ラング、日本語吹替 - 高木渉
ハリウッド・アーツの教師。ヒッピーのような格好をし、授業で生徒に妙な演技をさせることは相変わらずである。
キャットのベッドの脇に掛けられているフォトフレームに顔写真が入れられている。
エピソード「ママにはナイショ?」で登場。
ジェイド・ウェスト (英: Jade West)
演 - エリザベス・ギリース、日本語吹替 - ちふゆ
ハリウッド・アーツに通うキャットの親友。ロサンゼルスに置き去りになったキャットをノーナが預かるように計らったのはジェイドである。
他人が痛い目に遭う様を眺めることを好むなど、ほとんどの人に対して意地悪だが、サムとは性格が近似しているため間もなく意気投合した。
キャットはサムとジェイドが殴り合い（原語では「殺し合い」）になると思っていた模様で、サムが住むようになってから会わせないようにしていた。
エピソード「再会! なつかしの友」で登場。
ロビー・シャピロ (英: Robbie Shapiro)
演 - マット・ベネット、日本語吹替 - 成瀬誠
ハリウッド・アーツに通うキャットの友人。キャットに想いを寄せている。滅法非力で、パンチを受けたフレディが全く反応しなかった。
フレディを横取りしたキャットを懲らしめるために、ジェイドの手引きによりサムと付き合わされた。フレディと共にカミソリマグロの泳ぐプールに転落し、しばらく入院した。
エピソード「再会! なつかしの友」で登場。

### ゲスト出演者
- グリフィン・ケイン（第1・3・19話、マックス役）
- エミリー・スキナー（第1・3・19話、クロエ役）
- ペニー・マーシャル（第17話、シルビア役）[注 10]
- シンディ・ウィリアムズ（第17話、ジャニス役）[注 10]
- ケル・ミッチェル（第19話、ピージー・B役）
- スコット・バイオ（第25話、ケルビン役）
- アンソニー・ヒールド（第32話、スラーム医師役）
- ジェリー・トレイナー（隔離患者スティーブ役[注 11]（第32話）、本人役（第36話）/吹き替え：阪口周平）

## エピソード一覧
ニコロデオンの放送順位に基づく。NHK版では制作順(Production code)に基づいて放送されているため放送順位が異なるほか、「再会! なつかしの友」が2話に分割されている。
| 話数 | 日本語題                      | 原題                   | 監督           | 米国放送日     | 視聴者数 (万人) |
| ---- | ----------------------------- | ---------------------- | -------------- | -------------- | --------------- |
| 1    | 最強コンビ誕生!!              | #Pilot                 | Steve Hoefer   | 2013年6月8日   | 416             |
| 2    | ルームメートパワー            | #FavoriteShow          | Steve Hoefer   | 2013年6月15日  | 258             |
| 3    | ビンゴでおしおき!             | #TheBritBrats          | Adam Weissman  | 2013年6月22日  | 311             |
| 4    | メエメエ子やぎ                | #NewGoat               | Steve Hoefer   | 2013年6月29日  | 296             |
| 5    | 早打ちサム!                   | #TextingCompetition    | Russ Reinsel   | 2013年7月13日  | 338             |
| 6    | No.1 (ナンバーワン) はどっち? | #BabysitterWar         | Steve Hoefer   | 2013年7月20日  | 329             |
| 7    | がんばれ! グーマー            | #GoomerSitting         | Adam Weissman  | 2013年7月27日  | 266             |
| 8    | ライバル登場?                 | #ToddlerClimbing       | Adam Weissman  | 2013年8月3日   | 287             |
| 9    | ママにはナイショ?             | #MommaGoomer           | Dan Frischman  | 2013年8月10日  | 248             |
| 10   | ワンちゃん大作戦              | #BabysittingCommercial | Steve Hoefer   | 2013年9月14日  | 233             |
| 11   | 仕掛けられたワナ              | #RevengeOfTheBritBrats | Adam Weissman  | 2013年9月21日  | 232             |
| 12   | バイクを探せ!                 | #MotorcycleMystery     | Steve Hoefer   | 2013年9月28日  | 247             |
| 13   | ダイスがお泊まり?             | #SecretSafe            | Adam Weissman  | 2013年10月5日  | 197             |
| 14   | オスカーを守れ!               | #OscarTheOuch          | Russ Reinsel   | 2013年10月12日 | 215             |
| 15   | 恐怖のハロウィーン            | #DollSitting           | Steve Hoefer   | 2013年10月19日 | 263             |
| 16   | コンビ解散?                   | #PeezyB                | Paul Coy Allen | 2013年11月2日  | 302             |
| 17   | サーモン・キャット            | #SalmonCat             | Russ Reinsel   | 2013年11月9日  | 236             |
| 18   | そっくりモンスター            | #Twinfection           | Steve Hoefer   | 2013年11月16日 | 239             |
| 19   | 愛しのプーバー                | #MyPoober              | Steve Hoefer   | 2013年11月23日 | 291             |
| 20   | ピンクの靴 (くつ) に夢中!     | #MadAboutShoe          | Steve Hoefer   | 2013年11月30日 | 227             |
| 21   | 魔法のメロディー              | #MagicATM              | Adam Weissman  | 2014年1月4日   | 315             |
| 22   | ジコチュージン!?              | #Lumpatious            | Russ Reinsel   | 2014年1月11日  | 338             |
| 23   | 再会! なつかしの友            | #TheKillerTunaJump     | Adam Weissman  | 2014年1月18日  | 484             |
| 24   | 祝おうイエイ・デー            | #YayDay                | Steve Hoefer   | 2014年1月20日  | 293             |
| 25   | ハマりすぎに注意!             | #BrainCrush            | Dan Frischman  | 2014年2月8日   | 274             |
| 26   | ソーダ禁止令!                 | #BlueDogSoda           | Adam Weissman  | 2014年2月15日  | 250             |
| 27   | 見せて! NG大特集              | #BlooperEpisode        | Adam Weissman  | 2014年2月22日  | 272             |
| 28   | フレズノ・ガール              | #FresnoGirl            | Steve Hoefer   | 2014年3月15日  | 274             |
| 29   | 箱入りキャット                | #StuckInABox           | Dan Frischman  | 2014年3月22日  | 247             |
| 30   | 危険なノーラ                  | #SuperPsycho           | Steve Hoefer   | 2014年3月29日  | 396             |
| 31   | 暴走! プチヘリ君              | #DroneBabyDrone        | Russ Reinsel   | 2014年4月12日  | 219             |
| 32   | 悪夢の空港パニック            | #FirstClassProblems    | Steve Hoefer   | 2014年4月26日  | 252             |
| 33   | 格闘家サム!?                  | #KnockOut              | Russ Reinsel   | 2014年6月7日   | 245             |
| 34   | デビルが来ちゃった            | #WeStealARockStar      | Steve Hoefer   | 2014年6月12日  | 241             |
| 35   | 最強のルームメート            | #GettinWiggy           | Russ Reinsel   | 2014年7月17日  | 340             |

## その他
- ジェネットは2022年に上梓した自伝の中で『サム&キャット』の放送中、アリアナが新曲のレコーディングや授賞式への出席などで番組の撮影を休むことが日常的となったと明かし、それに伴う怒りを抑え込むのに必死だったと綴った[4]。番組中、アリアナ演じるキャラクターを箱の中に閉じ込めるストーリーで彼女の不在に対応したエピソードが作られると聞いたときには「冗談でしょ？」と思ったといい、「私が番組を撮影している間、彼女はビルボード・ミュージック・アワードでさえずるわけ？くそったれ」と自伝の中に綴った[4]。更にニコロデオンはアリアナに番組外の活動を許可する一方でジェネットには許可しなかったといい、そんな中アリアナが前日にトム・ハンクスの家でシャレードを楽しんだと口笛を吹きながら明かした時、ジェネットは「自分が壊れた瞬間だった」と自伝の中で明かしている[5]。

- エピソード「ママにはナイショ?」では、ハリウッド・アーツのシーンでジェイド、ロビー、トリー、ベック、アンドレが後ろ向きで登場している。ただし、この時の演者はいずれも代役であった。

- 他の映画やテレビドラマなどのパロディがみられるエピソードがある（「危険なノーラ」でノーラがダイスを誘拐し穴蔵に監禁するシーン等）。また、著名人に酷似した人物が登場することがあり、「暴走! プチヘリ君」のザパゾン（アマゾンのパロディ）のシーンにフランク・ザッパの容姿に酷似している人物が登場したり、「危険なノーラ」の隔離病棟のシーンでは隔離患者の中にサイモン&ガーファンクルと容姿の似た人物が登場する。

- ノーラ役のダニエル・モローは鼻詰まりの声を作るために耳栓を鼻腔に詰めて演技をしている[6]。

- グーマーはニコロデオンのシットコム『Henry Danger』で再登場している[7]。なお、当該エピソードではアリアナ・グランデ（キャット役）の兄フランキー・グランデ（英語版）もゲスト出演している[7][8]。